# ميكائيل أوهانا
ميكائيل أوهانا (بالعبرية: מיכאל אוחנה‏) (4 أكتوبر 1995 بالقدس في إسرائيل - ) هو لاعب كرة قدم إسرائيلي في مركز الهجوم.

## روابط خارجية
- ميكائيل أوهانا على موقع الاتحاد الأوربي (الإنجليزية)
- ميكائيل أوهانا على موقع قاعدة بيانات كرة القدم.إي يو (الإنجليزية)
- ميكائيل أوهانا على موقع ناشيونال فوتبول تيمز (الإنجليزية)
- ميكائيل أوهانا على موقع Soccerway.com (الإنجليزية)
- ميكائيل أوهانا على موقع AS.com (الإسبانية)